# Wehrkreis V

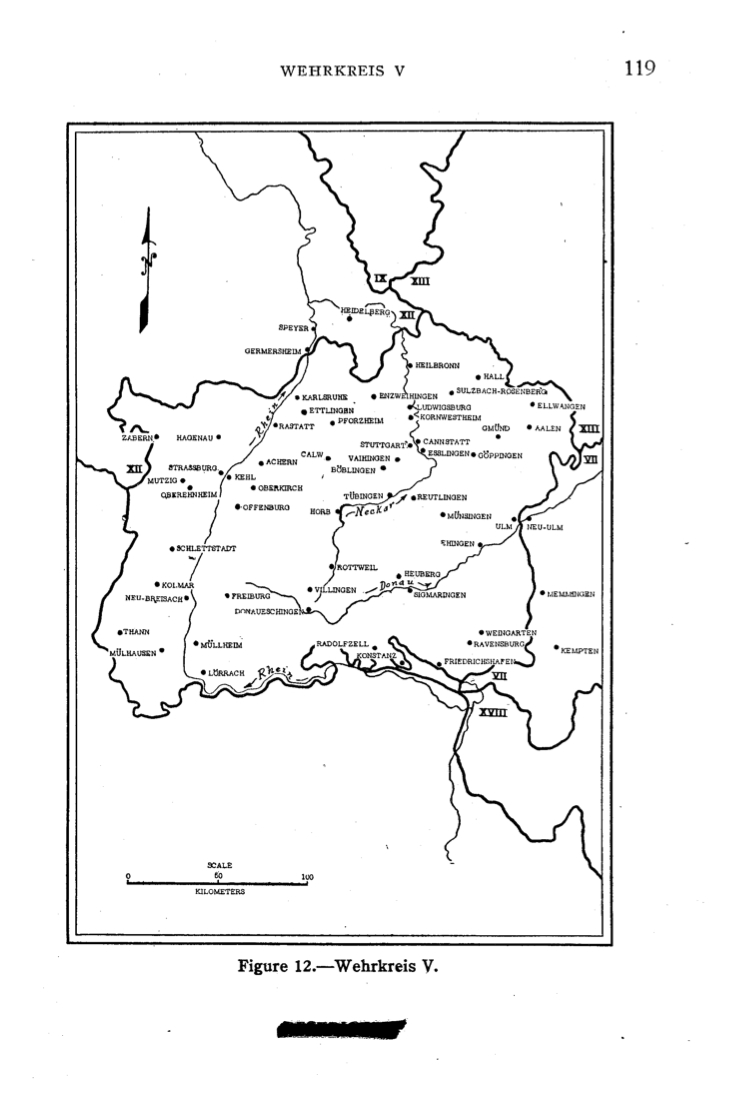
Carte de la 5e région militaire en 1944.

Le Wehrkreis V (WK V) était la 5e région militaire allemande qui contrôlait la Bade, le Wurtemberg et l'Alsace durant la période de la Reichswehr, puis de la Wehrmacht. 

## Divisions administratives
Le siège de la 5e région militaire était à Stuttgart. La région militaire a été élargie en novembre 1940 par l'inclusion de l'Alsace.

## Commandants et gouverneurs
Période la Reichswehr :
- General der Infanterie Walter von Bergmann 8 octobre 1919 - 16 mai 1920
- Generalleutnant Walther Reinhardt 16 mai 1920 - 31 décembre 1924
- Generalleutnant Ernst Hasse (de) 1er janvier 1925 - 31 janvier 1927
- Generalleutnant Hermann Reinicke 1er février 1927 - 30 septembre 1929
- Generalleutnant Freiherr Seutter von Lötzen 1er octobre 1929 - 30 novembre 1931
- Generalleutnant Curt Liebmann 1er décembre 1931 - 31 juillet 1934

Liste des commandants du Generalkommando V. Armeekorps et gouverneurs de la 5e région militaire.
- Generalleutnant Hermann Geyer 1er août 1934 - 30 avril 1939
- General der Infanterie Richard Ruoff 1er mai 1939 - 26 août 1939

Liste des gouverneurs (Befehlshaber) de la 5e région militaire.
- General der Infanterie Erwin Oßwald 26 août 1939 - 31 août 1943
- General der Panzertruppen Rudolf Veiel 31 août 1943 - 21 juillet 1944
- General der Infanterie Hans Schmidt 21 juillet 1944 - 15 avril 1945
- General der Artillerie Maximilian Felzmann 15 avril 1945 - 8 mai 1945

## Unités sous administrations du WK V
- 365. Infanterie-Division